# Edwin Frederick O'Brien
Edwin Frederick O'Brien (Nova Iorque, 8 de abril de 1939) é um cardeal católico romano e Grão-mestre da Ordem Equestre do Santo Sepulcro de Jerusalém, arcebispo-emérito de Baltimore.

## Biografia
Entrou no Seminário de São José, em Yonkers, e obteve um bacharelado em artes em 1961, um mestrado em Divindade, em 1964, e um mestrado em artes em 1965. Em 1976, ele obteve um doutorado em teologia moral na Pontifícia Universidade Santo Tomás de Aquino, enquanto em Roma, residia no Pontifício Colégio Norte-Americano.

## Vida religiosa
Foi ordenado em 29 de maio de 1965, na Catedral Metropolitana de São Patrício, em Nova Iorque, pelo cardeal Francis Joseph Spellman, arcebispo de Nova Iorque. Incardinado na arquidiocese de Nova York, sua primeira missão pastoral foi como capelão civil na United States Military Academy at West Point. Mais tarde, ele foi contratado para se tornar um capelão militar, e em 1970, ele tornou-se oficialmente um capelão do exército com a patente de capitão, servindo com a 82ª Divisão Aerotransportada.
De 1971 a 1972, ele serviu numa excursão do dever no Vietnã com a Brigada Aerotransportada 173 e da Brigada de Cavalaria 1. A partir de uma base de operações no meio de uma selva, ele e um pastor protestante voaram de helicóptero para postos avançados de defesa onde eles iriam trabalhar as necessidades espirituais dos soldados. Em 1973, ele deixou o exército e começou seus estudos de doutorado em Roma, que terminou em 1976. Ele retornou para Nova Iorque e foi nomeado vice-chanceler para a arquidiocese e pastor associado na catedral de St. Patrick. Em 1979, coordenou a visita do Papa João Paulo II a Nova Iorque, e durante dois anos atuou como diretor de comunicação da arquidiocese. Ele foi reitor do Seminário de S. José entre 1985 e 1989, e desde 1994 até 1997. De 1990 a 1994, atuou como reitor do Pontifício Colégio Norte-Americano, em Roma.
Eleito bispo-titular de Thizica e nomeado bispo-auxiliar de Nova Iorque em 6 de fevereiro de 1996, foi consagrado em 25 de março, na Catedral Metropolitana de São Patrício, pelo Cardeal John Joseph O'Connor, arcebispo de Nova Iorque, assistido por Patrick Joseph Thomas Sheridan, bispo titular de Cursola, bispo-auxiliar de Nova Iorque, e por John Gavin Nolan, Bispo Titular de Natchez, bispo-auxiliar do Ordinariato Militar. Nomeado arcebispo-coadjutor do Ordinariato Militar dos Estados Unidos da América e promovido ao posto de arcebispo, em 8 de abril de 1997. Sucedeu ao ordinariato em 12 de agosto de 1997. Renunciou a Sé Titular de Thizica em 7 de março de 1998. Transferido para a sé metropolitana de Baltimore em 12 de julho de 2007, recebeu o pálio do Papa Bento XVI em 29 de junho de 2008, na Basílica de São Pedro. Nomeado pro-grão-mestre da Ordem Equestre do Santo Sepulcro de Jerusalém em 29 de agosto de 2011 e, desde então, atuou como administrador apostólico da Sé de Baltimore até à nomeação do seu sucessor, William Edward Lori, em 2012.
O Papa Bento XVI anunciou a sua criação como cardeal em 6 de janeiro de 2012 e no Primeiro Consistório Ordinário Público de 2012,  recebeu o barrete cardinalício e o título de cardeal-diácono de São Sebastião no Palatino. Em 8 de dezembro de 2019, o papa aceitou sua renúncia ao cargo de Grão-Mestre da Ordem Equestre do Santo Sepulcro de Jerusalém.
Em 4 de março de 2022, durante Consistório para canonizações, realizou o optatio e passou para a ordem dos cardeais-presbíteros, mantendo sua diaconia pro hac vice.